# Koreaanse den
Koreaanse den (Pinus koraiensis) is een soort uit het geslacht den (Pinus). De wetenschappelijke naam van de soort werd gepubliceerd door Philipp Franz von Siebold en Joseph Gerhard Zuccarini in 1842.

## Determinatie
Koreaanse den is een boomvormende conifeer die een gemiddelde hoogte bereikt van 40–50 m en een diameter van 1,5–2 m.

## Ecologie
Koreaanse den is een sleutelsoort, wat inhoudt dat hun invloed op de omgeving zeer groot is. Talloze soorten zijn afhankelijk van de zaden van Koreaanse den voor hun voortbestaan, variërend van Siberische grondeekhoorns (Tamias sciurus) en kraagberen (Ursus thibetanus), tot notenkrakers (Nucifraga caryocatactes) en kruisbekken (Loxia curvirostra).

## Verspreiding
Het verspreidingsgebied van Koreaanse den strekt zich uit over in het Russische Verre Oosten in de Oblast Amoer, Chabarovsk en Primorje, het Koreaans Schiereiland, het Japanse eiland Honshu en het noordoosten van China in de provincies Heilongjiang en Jilin. In het Russische Verre Oosten is de soort vastgesteld op hoogten tussen de 200 en 600 meter, in China op hoogten variërend van 500 tot 1300 meter en in Japan tot op hoogten van 2500 meter. Koreaanse den groeit vaak op droge gronden tussen loofbomen, maar wordt langs de kust van de Japanse Zee in het Russische Verre Oosten vaak in combinatie met Mantsjoerijse zilverspar (Abies holophylla) aangetroffen.

## Status
De soort staat op de Rode Lijst van de IUCN als niet bedreigd ingeschaald, maar bestanden met Koreaanse dennen zijn de afgelopen vijftig jaar met twee derde afgenomen in het Russische Verre Oosten. Een toename in de legale en illegale houtkap van Koreaanse den vond plaats omdat de controle en exportverplichtingen op andere soorten is toegenomen. Koreaanse den is een goed alternatief en is daardoor onderhevig aan een grote afname. De soort staat op Appendix III van CITES.
... · 
P. albicaulis (asgrijze den) · 
P. aristata (stoppelden) · 
P. balfouriana (vossenstaartden) · 
P. brutia (Turkse den) · 
P. canariensis (Canarische den) · 
P. cembra (alpenden) · 
P. contorta (draaiden) · 
P. densiflora (Japanse rode den) · 
P. halepensis (aleppoden) · 
P. heldreichii (Bosnische den) · 
Pinus hwangshanensis · 
P. jeffreyi (jeffreyden) · 
P. koraiensis (Koreaanse den) · 
P. lambertiana (suikerden) · 
P. longaeva (langlevende den) · 
P. monophylla · 
P. monticola (Amerikaanse witte den) · 
P. mugo (bergden) · 
P. muricata (bishopden) · 
P. nigra (zwarte den) · 
P. nigra subsp. laricio (Corsicaanse den)  · 
P. nigra subsp. nigra (Oostenrijkse den) · 
P. palustris (moerasden) · 
P. parviflora (Japanse witte den) · 
P. peuce (Macedonische den) · 
P. pinaster (zeeden) · 
P. pinea (parasolden) · 
P. ponderosa (gele den) · 
P. pumila (Siberische dwergden) · 
P. radiata (montereyden) · 
P. strobus (weymouthden) · 
P. sibirica (Siberische den) · 
P. sylvestris (grove den) · 
P. thunbergii (Japanse zwarte den) · 
P. wallichiana (tranenden) · 
...